# Crésantignes
Crésantignes é uma comuna francesa na região administrativa de Grande Leste, no departamento de Aube. Estende-se por uma área de 2,1 km². Em 2010 a comuna tinha 318 habitantes (densidade: 151,4 hab./km²).